# Diocesi di Fukuoka
La diocesi di Fukuoka (latino: Dioecesis Fukuokaensis) è una sede della Chiesa cattolica in Giappone suffraganea dell'arcidiocesi di Nagasaki. Nel 2021 contava 30.520 battezzati su 7.739.182 abitanti. È retta dal vescovo Josep Maria Abella Batlle, C.M.F.

## Territorio
La diocesi comprende le prefetture giapponesi di Fukuoka, Saga e Kumamoto.
Sede vescovile è la città di Fukuoka, dove si trova la cattedrale di Daimyomachi intitolata a Nostra Signora della Vittoria.
Il territorio si estende su 14.864 km² ed è suddiviso in 55 parrocchie.

## Storia
La diocesi è stata eretta il 16 luglio 1927 con il breve Catholicae Fidei di papa Pio XI, ricavandone il territorio dalla diocesi di Nagasaki (oggi arcidiocesi). La diocesi fu inizialmente affidata alla Società per le missioni estere di Parigi.
Il 27 marzo 1928 cedette una parte del suo territorio a vantaggio dell'erezione della missione sui iuris di Miyazaki (oggi diocesi di Oita).
Originariamente suffraganea dell'arcidiocesi di Tokyo, il 4 maggio 1959 è entrata a far parte della provincia ecclesiastica di Nagasaki.

## Cronotassi dei vescovi
Si omettono i periodi di sede vacante non superiori ai 2 anni o non storicamente accertati.
- Fernand-Jean-Joseph Thiry, M.E.P.  † (14 luglio 1927 - 10 maggio 1930 deceduto)
- Albert Breton, M.E.P. † (9 giugno 1931 - 12 maggio 1941 dimesso[1])
  - Sede vacante (1941-1944)
- Dominic Senyemon Fukahori † (9 marzo 1944 - 15 novembre 1969 ritirato[2])
- Peter Saburo Hirata, P.S.S. † (15 novembre 1969 - 6 ottobre 1990 ritirato)
- Joseph Hisajiro Matsunaga † (6 ottobre 1990 - 2 giugno 2006 deceduto)
- Dominic Ryōji Miyahara (19 marzo 2008 - 27 aprile 2019 dimesso)
- Josep Maria Abella Batlle, C.M.F., dal 14 aprile 2020

## Statistiche
La diocesi nel 2021 su una popolazione di 7.739.182 persone contava 30.520 battezzati, corrispondenti allo 0,4% del totale.
| anno | popolazione | popolazione | popolazione | presbiteri | presbiteri | presbiteri | presbiteri                | diaconi | religiosi | religiosi | parrocchie |
| anno | battezzati  | totale      | %           | numero     | secolari   | regolari   | battezzati per presbitero | diaconi | uomini    | donne     | parrocchie |
| ---- | ----------- | ----------- | ----------- | ---------- | ---------- | ---------- | ------------------------- | ------- | --------- | --------- | ---------- |
| 1950 | 13.712      | 6.000.000   | 0,2         | 47         | 41         | 6          | 291                       |         | 7         | 173       | 26         |
| 1970 | 24.151      | 6.656.400   | 0,4         | 98         | 28         | 70         | 246                       |         | 78        | 425       | 58         |
| 1980 | 28.486      | 7.150.914   | 0,4         | 103        | 31         | 72         | 276                       |         | 81        | 462       | 57         |
| 1990 | 29.714      | 7.523.417   | 0,4         | 108        | 84         | 24         | 275                       |         | 35        | 431       | 67         |
| 1999 | 32.037      | 7.751.210   | 0,4         | 89         | 40         | 49         | 359                       |         | 52        | 435       | 64         |
| 2000 | 30.968      | 7.762.559   | 0,4         | 100        | 38         | 62         | 309                       |         | 67        | 438       | 65         |
| 2001 | 31.801      | 7.762.559   | 0,4         | 97         | 44         | 53         | 327                       |         | 56        | 427       | 64         |
| 2002 | 31.709      | 7.769.538   | 0,4         | 94         | 38         | 56         | 337                       |         | 59        | 412       | 64         |
| 2003 | 31.881      | 7.776.543   | 0,4         | 88         | 38         | 50         | 362                       |         | 55        | 418       | 63         |
| 2004 | 31.597      | 7.736.047   | 0,4         | 89         | 39         | 50         | 355                       |         | 57        | 491       | 63         |
| 2006 | 31.289      | 7.754.937   | 0,4         | 87         | 36         | 51         | 359                       |         | 58        | 410       | 64         |
| 2013 | 30.110      | 7.725.151   | 0,4         | 86         | 39         | 47         | 350                       |         | 52        | 358       | 65         |
| 2016 | 29.826      | 7.725.204   | 0,4         | 88         | 41         | 47         | 338                       |         | 51        | 312       | 55         |
| 2019 | 30.222      | 7.686.200   | 0,4         | 84         | 48         | 36         | 359                       |         | 41        | 288       | 55         |
| 2021 | 30.520      | 7.739.182   | 0,4         | 73         | 37         | 36         | 418                       |         | 42        | 275       | 55         |